# Clube Desportivo de Mafra
O Clube Desportivo de Mafra é um clube português, com sede na vila de Mafra, no distrito de Lisboa. O seu estádio é o Estádio Dr. Mário da Silveira, em Mafra, com poucas centenas de lugares sentados, mas atualmente, a Equipa Principal disputa os seus jogos no Estádio Municipal de Mafra.
Equipa de amarelo e verde, e o seu presidente é Antonino da Costa Florindo, conhecido popularmente como "José Cristo". Este é também o dirigente da SAD do clube. Fundado em 1965, durante grande parte da sua história, passou nos escalões distritais - apenas se estreou em provas nacionais na década de 1990. O clube atravessa nos últimos anos um período de maior crescimento, que incluiu duas subidas à 2ª Liga Portuguesa e títulos do terceiro escalão em 2015 e 2018. Atualmente, é o clube com mais expressão no concelho de Mafra.
A 24 de novembro de 2019 conseguiu pela segunda vez na sua história chegar aos oitavos de final da taça de Portugal, vencendo nos 16 avos de final o Moreirense em Moreira de Cónegos por 3-1.

## História

### Os primeiros passos
O CD Mafra foi fundado a 24 de maio de 1965, embora os primeiros estatutos tenham sido apenas aprovados a 19 de outubro do mesmo ano. Nessa altura, e apesar do concelho de Mafra ter alguns clubes pelas suas freguesias, a sede de concelho não tinha qualquer representante. Anteriormente, já existira o Clube Desportivo de Mafra, fundado em 1940 com o mesmo emblema do atual, mas que acabou por desaparecer sendo então refundado em 1965.
Um ano antes, em 1964, surgiu a ideia de "colmatar" a lacuna, numa conversa entre dois dos fundadores do emblema mafrense. As origens do atual campo de futebol remontam a 1967, ano em que o clube alugou um terreno onde atualmente se situa o Estádio Dr. Mário Silveira (nome de Mário Duarte Costa da Silveira, primeiro presidente da direção do clube). Em 1970/71, conquistou o primeiro título oficial, a 3ª Divisão da Associação de Futebol de Lisboa (AFL), ganhando em 1975/76 a 2ª Divisão da AFL.

### Crescimento nos anos 1990
Chegou aos campeonatos nacionais pela primeira vez na década de 1990 (1992/93), depois de vários anos e alguns títulos no futebol distrital da AFL. Dois anos depois, em 1994/95, subiu pela primeira vez à 2ª Divisão Nacional, para descer brevemente "a pique" de regresso aos distritais. Essa passagem do Mafra nos distritais foi curta (1997/98, com o título da Taça da AFL e segundo lugar na Honra da AFL), regressando rapidamente aos palcos nacionais. O primeiro grande título surgiu em 2001/02, com a conquista da 3ª Divisão Nacional, depois de dominar a série E do mesmo campeonato.

### Estabilização no século XXI
Entre 2002/03 e 2014/15 o CD Mafra consolidou-se no terceiro escalão do futebol português (II Divisão e, depois, Campeonato Nacional de Seniores/CNS e Campeonato de Portugal/CP). Neste período, apenas por uma vez lutou para não descer, conseguindo de maneira geral prestações sólidas, disputando em algumas ocasiões a subida à Segunda Liga. Contudo, por uma ou outra razão, essa ambicionada promoção falhou, com o emblema a estabilizar-se na 2ª Divisão Nacional.
Um dos marcos da história do clube até agora foi o jogo contra o Sporting CP para a Taça de Portugal 2009/10, no Estádio Alvalade XXI. A equipa de Mafra perdeu por 4-3, deixando, com os três golos marcados (todos por Zhang), excelente impressão de si.
No último ano de existência do campeonato da 2ª Divisão, o CD Mafra esteve muito próximo da subida, que falhou por apenas um ponto para o histórico Farense, num desfecho final que originou alguma polémica devido a alegados casos de arbitragem.

### 2015: Cinquentenário em festa

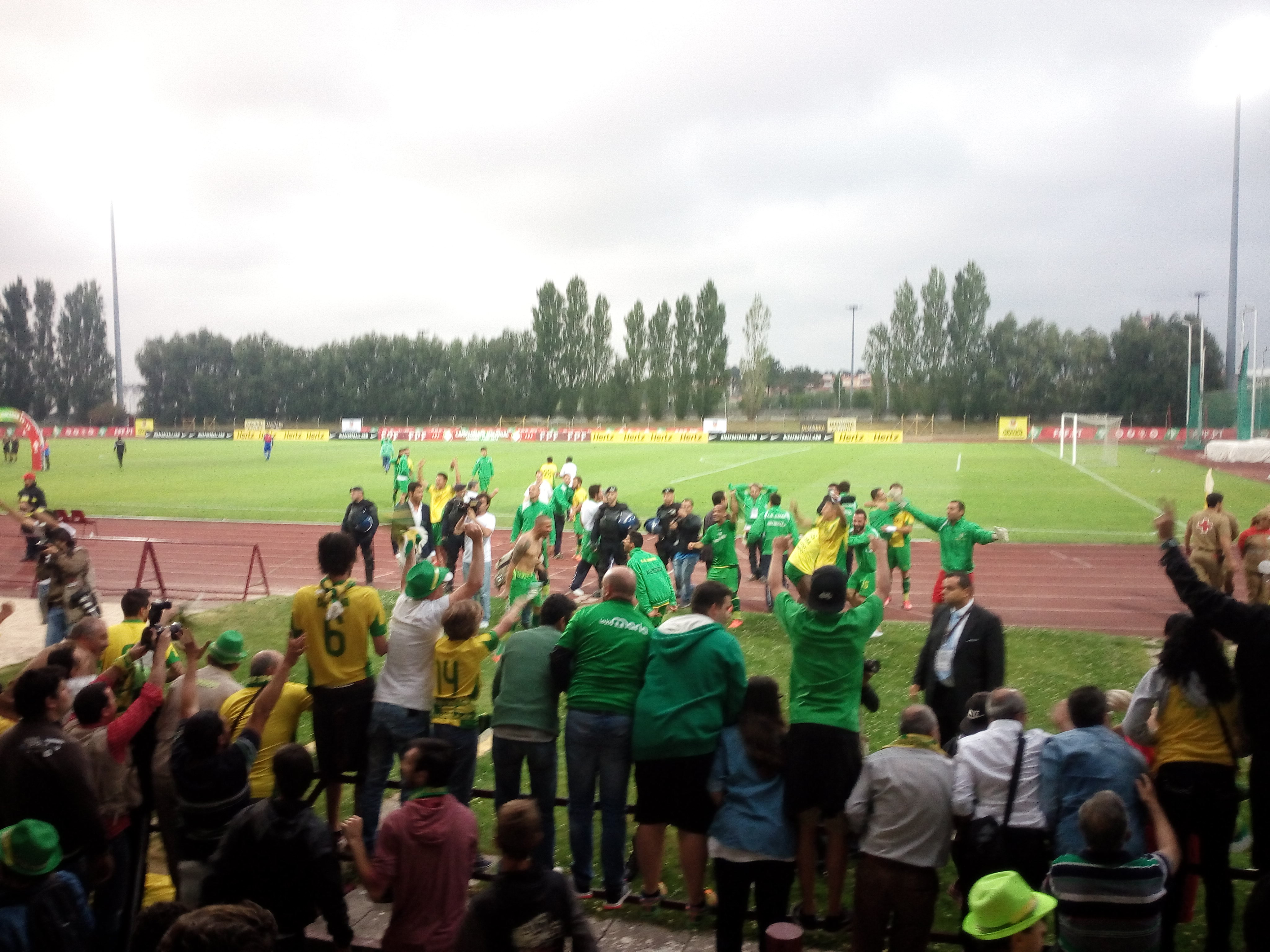
O CD Mafra logo após ser campeão do CNS 2014/15

Na primeira época do novo Campeonato Nacional de Seniores (CNS), o CD Mafra alcançou a fase de subida como esperado, mas nesta etapa desiludiu: o objetivo era a subida, mas os mafrenses não foram além do sexto lugar, a 11 pontos da subida direta, com uma troca de treinador pelo meio. Mas em 2014/15 tudo seria diferente. A direção da colectividade mafrense contratou Jorge Simão para treinador, bem como um elenco de jogadores com experiência em patamares mais elevados do que o CNS. No final da temporada, a aposta revelou-se acertada, isto apesar da instabilidade no cargo de treinador na fase final da temporada: Simão saiu para o Belenenses e António Pereira entrou, para surpreendentemente abandonar depois da subida de divisão dando lugar a José Mauro.
No dia 24/5/2015, em plena comemoração do 50º aniversário, o Clube Desportivo de Mafra atingiu o maior feito da sua história: a subida à 2ª Liga, e a primeira ascensão aos campeonatos profissionais do futebol português. No jogo caseiro contra o Louletano, o estádio encheu, e a multidão festejou no final: um golo solitário de Alisson Patrício permitiu a histórica subida de divisão em dia de aniversário. O objetivo (e sonho) era há muito perseguido pela direção do clube, como realçou José Cristo no momento da subida. Dias depois, a 10 de Junho na Marinha Grande, o CD Mafra atingiu o maior título da sua história, com a conquista do CNS, ao derrotar o FC Famalicão nas grandes penalidades.

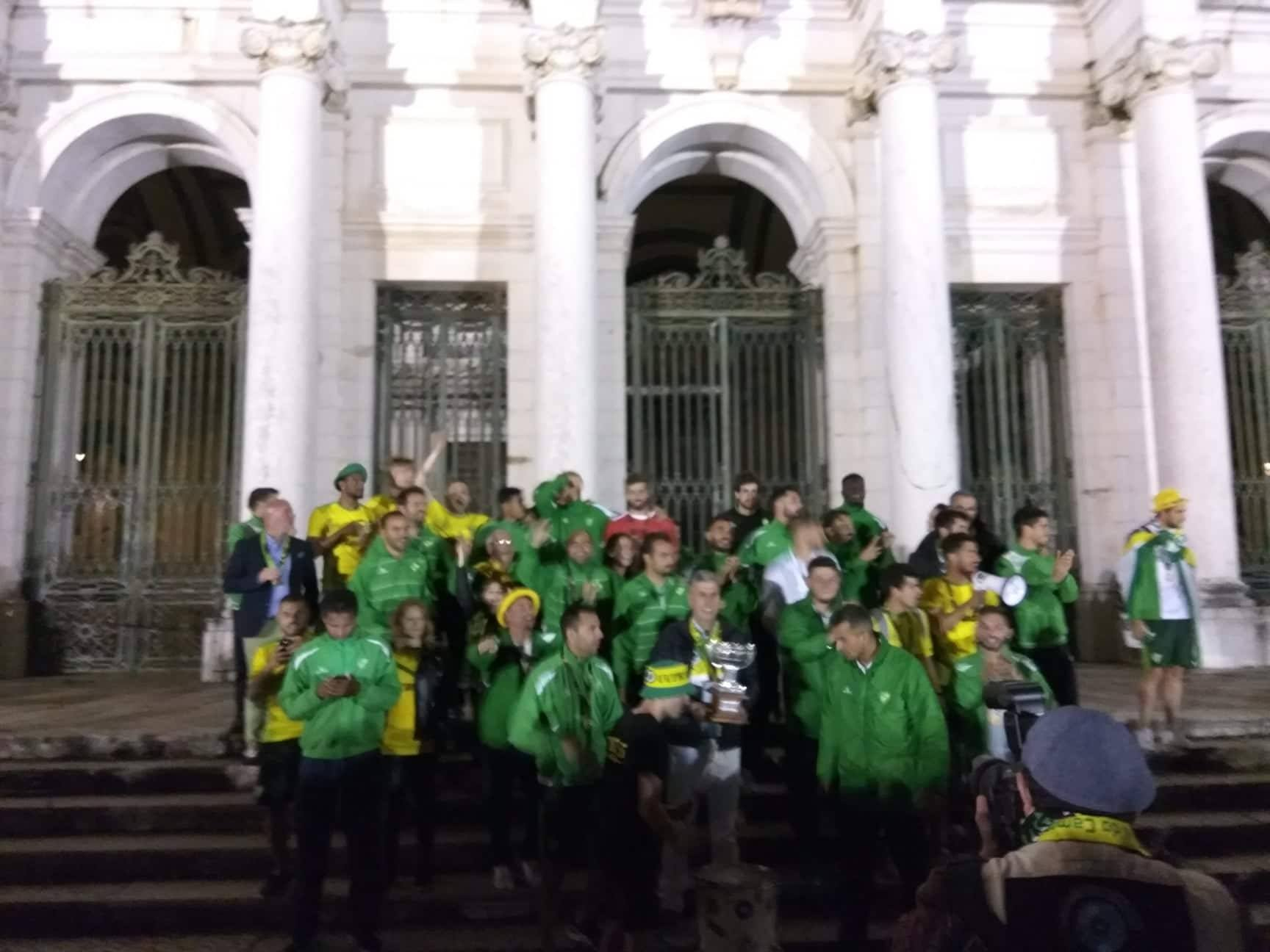
Festa do título do CP em 2017/2018, no centro de Mafra.

De referir que, dias antes da subida, o clube recebeu uma distinção municipal (medalha de Ouro de Mérito Municipal). Em 2015/16, o CD Mafra estreou-se na Segunda Liga a 8/8/2015, com um empate 1-1 frente ao Gil Vicente FC. No final da temporada não evitou a descida de regresso ao Campeonato de Portugal, passando as épocas de 2016/17 e 2017/18 novamente no terceiro escalão. O regresso à segunda liga foi garantido contra a União de Leiria a 27/5/2018, depois de um empate 1-1 na segunda mão das meias-finais do playoff de acesso. Dias depois, a 10/6/2018, o CD Mafra selou o segundo título do Campeonato de Portugal ao derrotar o Farense por 2-1 no Estádio do Jamor perante mais de 10 000 espectadores.

## Palmarés

### Títulos[32]
| Nacionais | Nacionais                    | Nacionais | Nacionais       |
|           | Competição                   | Títulos   | Temporadas      |
| --------- | ---------------------------- | --------- | --------------- |
|           | Campeonato de Portugal       | 2         | 2014/15 2017/18 |
|           | Terceira Divisão de Portugal | 1         | 2001/02         |
|           | Zona Sul da Liga Intercalar  | 1         | 2008/09         |

| Distritais | Distritais                | Distritais | Distritais |
|            | Competição                | Títulos    | Temporadas |
| ---------- | ------------------------- | ---------- | ---------- |
|            | I Divisão da A.F.Lisboa   | 1          | 1991/92    |
|            | II Divisão da A.F.Lisboa  | 1          | 1975/76    |
|            | III Divisão da A.F.Lisboa | 1          | 1970/71    |
|            | Taça A.F.Lisboa           | 1          | 1997/98    |

#### Títulos Outros Escalões
| Distritais | Distritais                     | Distritais | Distritais      |
|            | Competição                     | Títulos    | Temporadas      |
| ---------- | ------------------------------ | ---------- | --------------- |
|            | Juniores A.F. Lisboa           | 1          | 1972/73         |
|            | II Divisão AF Lisboa - Juvenis | 2          | 2008/09 2018/19 |

### Presenças
| Nacionais | Nacionais        | Nacionais | Nacionais      |
|           | Competição       | Presenças | Melhor posição |
| --------- | ---------------- | --------- | -------------- |
|           | Primeira Liga    | 0         | 0º             |
|           | Segunda Liga     | 4         | 4º             |
|           | Terceira Divisão |           |                |
|           | Taça de Portugal |           | Meias-Finais   |
|           | Taça da Liga     |           |                |

### Classificações por época
| Época     | Nível | Divisão                | Classificação           | Taça de Portugal | Taça da Liga |
| --------- | ----- | ---------------------- | ----------------------- | ---------------- | ------------ |
| 1991/1992 | 5     | 1ª Divisão AF Lisboa   | Campeão                 | NP               | -            |
| 1992/1993 | 4     | 3ª Divisão             |                         | 3ª Eliminatória  | -            |
| 1993/1994 | 4     | 3ª Divisão             |                         | 3ª Eliminatória  | -            |
| 1994/1995 | 4     | 3ª Divisão             | 2º Ap. Campeão Zona Sul | 1ª Eliminatória  | -            |
| 1995/1996 | 3     | 2ª Divisão B           | 18º Zona Centro         | 2ª Eliminatória  | -            |
| 1996/1997 | 4     | 3ª Divisão             |                         | 1ª Eliminatória  | -            |
| 1997/1998 | 5     | 1ª Divisão AF Lisboa   |                         | NP               | -            |
| 1998/1999 | 4     | 3ª Divisão             | 11º Série E             | 2ª Eliminatória  | -            |
| 1999/2000 | 4     | 3ª Divisão             | 12º Série E             | 2ª Eliminatória  | -            |
| 2000/2001 | 4     | 3ª Divisão             |                         | 3ª Eliminatória  | -            |
| 2001/2002 | 4     | 3ª Divisão             | Campeão                 | 2ª Eliminatória  | -            |
| 2002/2003 | 3     | 2ª Divisão B           | 2º Zona Sul             | 3ª Eliminatória  | -            |
| 2003/2004 | 3     | 2ª Divisão B           | 8º Zona Sul             | 3ª Eliminatória  | -            |
| 2004/2005 | 3     | 2ª Divisão B           | 2º Zona Centro          | 2ª Eliminatória  | -            |
| 2005/2006 | 3     | 2ª Divisão B           | 7º Série D              | 2ª Eliminatória  | -            |
| 2006/2007 | 3     | 2ª Divisão B           | 5º Série D              | 5ª Eliminatória  | -            |
| 2007/2008 | 3     | 2ª Divisão B           | 6º Promoção Série D     | 2ª Eliminatória  | NP           |
| 2008/2009 | 3     | 2ª Divisão B           | 2º Descida Série D      | 2ª Eliminatória  | NP           |
| 2009/2010 | 3     | 2ª Divisão B           | 5º Série Centro         | 1/8              | NP           |
| 2010/2011 | 3     | 2ª Divisão B           | 2º Zona Sul             | 3ª Eliminatória  | NP           |
| 2011/2012 | 3     | 2ª Divisão B           | 7º Zona Sul             | 2ª Eliminatória  | NP           |
| 2012/2013 | 3     | 2ª Divisão B           | 2º Zona Sul             | 1ª Eliminatória  | NP           |
| 2013/2014 | 3     | Nacional de Seniores   | 6º Subida Zona Sul      | 3ª Eliminatória  | NP           |
| 2014/2015 | 3     | Nacional de Seniores   | Campeão                 | 2ª Eliminatória  | NP           |
| 2015/2016 | 2     | 2ª Liga                | 21º                     | 2ª Eliminatória  | 1ª Fase      |
| 2016/2017 | 3     | Campeonato de Portugal | 1º Manutenção Série F   | 1ª Eliminatória  | NP           |
| 2017/2018 | 3     | Campeonato de Portugal | Campeão                 | 2ª Eliminatória  | NP           |
| 2018/2019 | 2     | 2ª Liga                | 14º                     | 2ª Eliminatória  | 2ª Fase      |
| 2019/2020 | 2     | 2ª Liga                | 4º                      | 1/8              | 1ª Fase      |
| 2020/2021 | 2     | 2ª Liga                | 12º                     | 2ª Eliminatória  | 1/4          |
| 2021/2022 | 2     | 2ª Liga                |                         | 1/2              | 2ª Fase      |

NP - Não participou
- Legenda das cores na pirâmide do futebol português

     1º nível (1ª Divisão / 1ª Liga)
     2º nível (até 1989/90 como 2ª Divisão Nacional, dividido por zonas, em 1990/91 foi criada a 2ª Liga)
     3º nível (até 1989/90 como 3ª Divisão Nacional, entre 1989/90 e 2020/21 como 2ª Divisão B/Nacional de Seniores/Campeonato de Portugal, após 2021/22 como Terceira Liga)
     4º nível (entre 1989/90 e 2012/2013 como 3ª Divisão, entre 1947/48 e 1989/90 e 2013/14 a 2020/21 como 1ª Divisão Distrital, após 2021/22 como Campeonato de Portugal)
     5º nível (após 2021/22 como 1ª Divisão Distrital)
     6º nível
     7º nível